# Dzsehuti (tábornok)

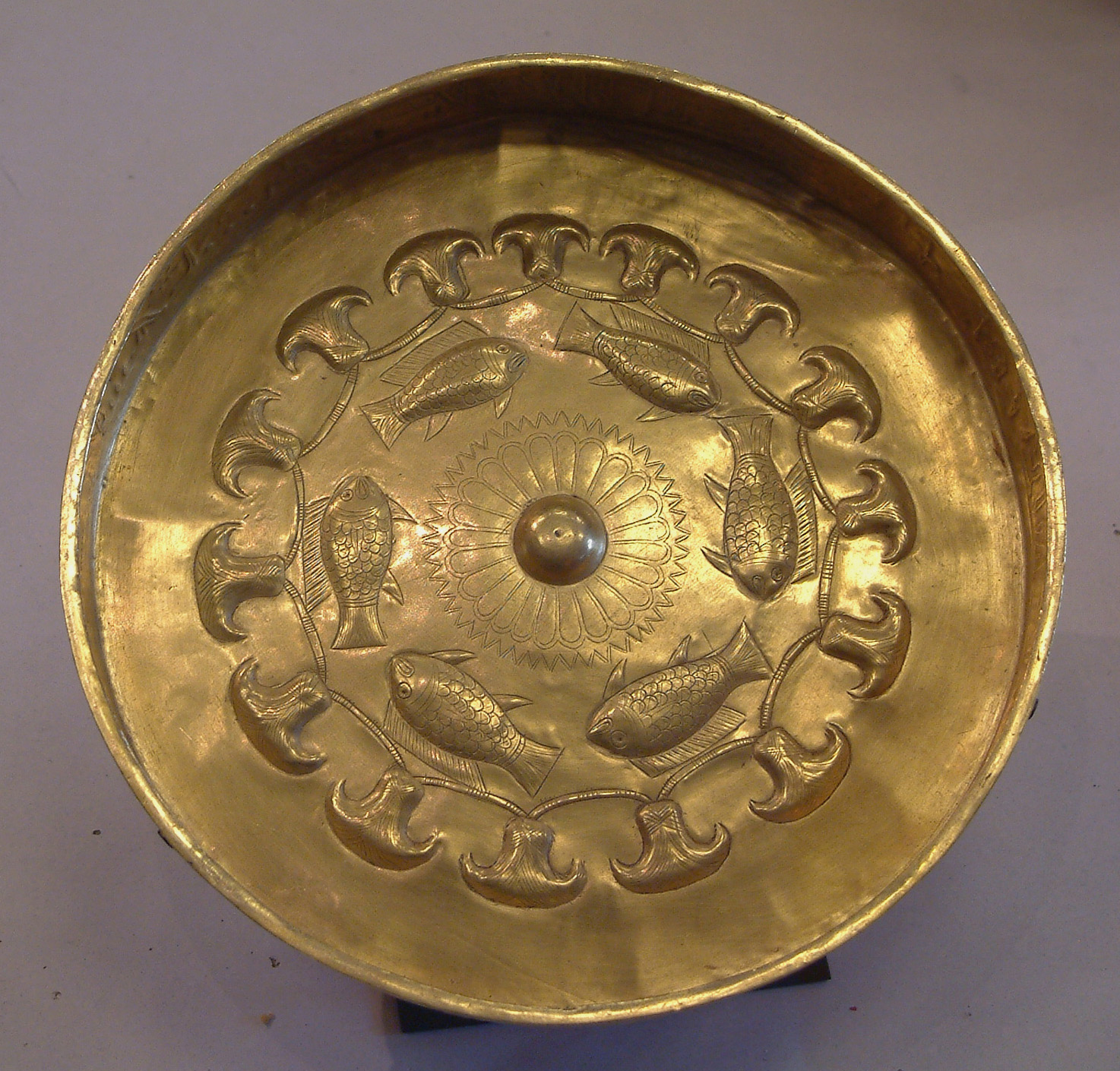
Dzsehuti aranytála (Louvre)

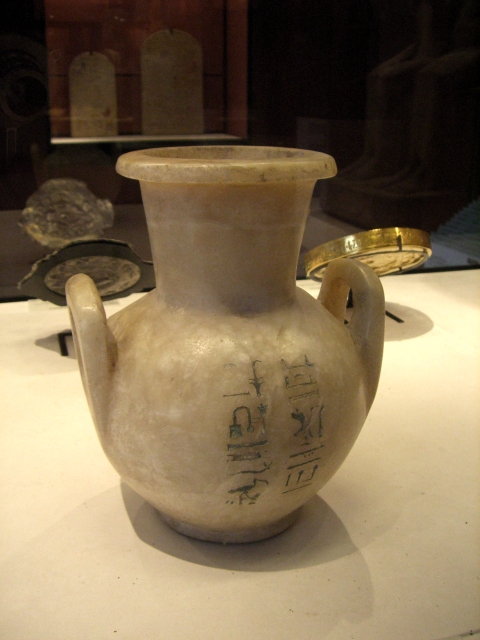
Dzsehuti alabástromvázája

Dzsehuti, más néven Thuti ókori egyiptomi tábornok volt a XVIII. dinasztia idején, III. Thotmesz uralkodása alatt. Címei a korabeli feljegyzésekben királyi írnok; a csapatok parancsnoka; az északi idegen országok felügyelője.
Két forrásból ismert: érintetlen sírjából, amit 1824-ben találtak meg Szakkarában, és a Joppa bevétele című, Joppa (ma Jaffa) városának elfoglalásáról szóló ókori történet főhőseként is ismert. A történet a ma a British Museumban őrzött EA 10060 papiruszon maradt fenn. Joppa városa fellázadt a fáraó ellen, aki elküldte seregét Dzsehutival az élen, hogy visszanyerje uralmát a város fölött. Dzsehuti először ravaszul rávette a felkelők vezérét, hogy jöjjön ki a falakon kívülre beszélni vele. Mikor kettesben maradtak, Dzsehuti leütötte és foglyul ejtette a vezért. Ezután csellel vette be a várost: kijelentette, hogy legyőzték, és kétszáz kosarat küldött a városnak békeajándékul, a kosarakban azonban Dzsehuti katonái rejtőztek. Joppa kormányzója bevitette a kosarakat a városba, a katonák pedig előbújtak és elfoglalták a várost. A történet nagyon hasonló a trójai falóéhoz, de Joppa bevétele időben mintegy kétszáz évvel megelőzi Trójáét. A város bevétele után Dzsehuti üzenetet küldött királyának a győzelemről.
Örvendj, mert atyád, Ámon neked adta a joppai lázadót és egész népét, városával együtt. Küldj embereket, hogy vigyék el a foglyokat, hogy megtölthesd atyád, Ámon-Ré, az istenek királyának házát férfi és női rabszolgákkal, akik örökre a lábad elé hullottak.

## A történelmi valóság

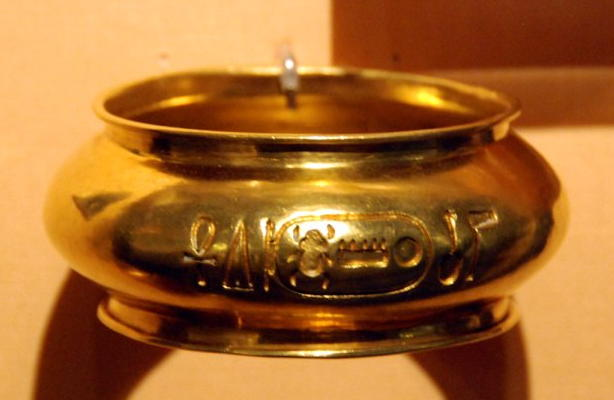
Dzsehuti arany karperece (Leiden)

Dzsehuti a valóságban is létezett; 1824 telén Bernardino Drovetti megtalálta a tábornok érintetlen sírját Szakkarában. Ezekben a korai időkben az egyiptomi régészet még gyerekcipőben járt és az ásatásokról kevés feljegyzés született, ezért kevés adatunk van a felfedezésről. A tárgyakat a világ különböző múzeumainak adták el, és csak akkor lehetünk biztosak benne, hogy Dzsehuti sírjából származnak, ha szerepel rajtuk a neve. A bizonyosan onnan előkerült tárgyak közt szerepel egy arany- és egy ezüsttál (Louvre), a négy kanópuszedény (Firenze), a szívskarabeusz, egy aranykarperec (Leiden, Rijksmuseum) és egy tőr (Darmstadt). A koporsóról és a múmiáról, bár Drovetti említi, ma semmit nem tudni.
Feltételezik, hogy az Ashburnham-gyűrű, amely a British Museum egyik becses darabja, szintén Dzsehuti sírjából való. A gyűrűt Ashburnham grófja vásárolta Kairóban 1825-ben, valószínűleg Drovetti szakkarai ásatásaiból származik, és Dzsehuti sírját az előző évben találták meg. A négyszögletes berakású gyűrű 35.8 gramm súlyú, mindkét oldalán felirattal: A Két Úrnőhöz tartozó, kitől reszket az egész föld és Menheperré, Ptah kedveltje, a ragyogó arcú. (A Menheperré III. Thotmesz uralkodói neve.) Amióta Christine Lilyquist tanulmánya Dzsehuti aranytáljáról és más temetkezési kellékeiről bebizonyította, hogy Dzsehutit valószínűleg Szakkarában temették el, nem Thébában, ahogy eredetileg feltételezték, valószínűnek tűnik, hogy az Ashburnham-gyűrű ebből a sírból került elő.
Dzsehuti aranytáljának feliratán az szerepel, hogy a tálat a fáraó adta a tábornoknak:
Menheperré, Felső- és Alsó-Egyiptom királya adta királyi kegyéből őméltóságának, az isteni atyának, az isten kedveltjének, a király bizalmasának minden idegen földön, szigeteken és tengeren, annak, aki megtölti a raktárakat lazúrkővel, ezüsttel és arannyal, Dzsehuti tábornoknak és királyi írnoknak.